# Локве (Хорватія)
45°21′ пн. ш. 14°44′ сх. д. / 45.35° пн. ш. 14.74° сх. д.
Локве (хорв. Lokve) — населений пункт і громада в Приморсько-Горанській жупанії Хорватії.

## Населення
Населення громади за даними перепису 2011 року становило 1 049 осіб. Населення самого поселення становило 584 осіб.
Динаміка чисельності населення громади:
Динаміка чисельності населення центру громади:

## Населені пункти
Крім поселення Локве, до громади також входять: 
- Хомер
- Лазаць
- Мрзла Водиця
- Слеме
- Сопач
- Зелин-Мрзловодицький

## Клімат
Середня річна температура становить 7,12 °C, середня максимальна – 20,28 °C, а середня мінімальна – -6,63 °C. Середня річна кількість опадів – 1542 мм.
| Клімат поселення                              | Клімат поселення | Клімат поселення | Клімат поселення | Клімат поселення | Клімат поселення | Клімат поселення | Клімат поселення | Клімат поселення | Клімат поселення | Клімат поселення | Клімат поселення | Клімат поселення | Клімат поселення |
| Показник                                      | Січ.             | Лют.             | Бер.             | Квіт.            | Трав.            | Черв.            | Лип.             | Серп.            | Вер.             | Жовт.            | Лист.            | Груд.            |                  |
| Середній максимум, °C                         | 3,81             | 4,43             | 7,00             | 10,83            | 15,59            | 19,40            | 20,28            | 20,04            | 16,38            | 12,28            | 7,22             | 3,18             |                  |
| Середня температура, °C                       | −1,42            | −0,79            | 1,78             | 5,61             | 10,37            | 14,17            | 16,33            | 16,09            | 12,43            | 8,34             | 3,27             | −0,77            |                  |
| Середній мінімум, °C                          | −6,63            | −6,01            | −3,44            | 0,38             | 5,15             | 8,95             | 12,39            | 12,14            | 8,49             | 4,39             | −0,68            | −4,72            |                  |
| Норма опадів, мм                              | 101              | 100              | 118              | 131              | 113              | 134              | 97               | 116              | 139              | 171              | 183              | 139              |                  |
| Середньомісячна швидкість вітру, м/с          | 3.13             | 3.30             | 3.37             | 3.12             | 2.90             | 2.74             | 2.59             | 2.68             | 2.76             | 3.08             | 3.33             | 3.39             |                  |
| Середньомісячна сонячна радіація, кДж/м²·день | 4262             | 7079             | 10240            | 14587            | 18773            | 20227            | 21787            | 18286            | 13534            | 8835             | 4640             | 3564             |                  |
| --------------------------------------------- | ---------------- | ---------------- | ---------------- | ---------------- | ---------------- | ---------------- | ---------------- | ---------------- | ---------------- | ---------------- | ---------------- | ---------------- | ---------------- |
| Джерело:                                      |                  |                  |                  |                  |                  |                  |                  |                  |                  |                  |                  |                  |                  |